# Пинхасов, Альберт
Альбе́рт Пинха́сов (ивр. אלברט פנחסוב‎; род. 9 февраля 1972, Наманган, Узбекская ССР, СССР) — израильский учёный, ректор Ариэльского университета. Профессор кафедры молекулярной биологии и медицинской школы имени доктора Мирьям и Шелдона Адельсонов. Глава лаборатории поведенческой и молекулярной психиатрии. До избрания на должность ректора был вице-президентом и проректором по научной работе, заведующим кафедрой молекулярной биологии.

## Биография
Альберт Пинхасов родился 9 февраля 1972 года в городе Наманган, Узбекистан. С 1990 по 1994 год учился в Нижегородской медицинской академии (ныне: Приволжский исследовательский медицинский университет в Нижнем Новгороде).
В 1994 году репатриировался в Израиль, где начал обучение в Тель-Авивском университете. В 1998 году получил степень магистра (MSc), в 2002 году — докторскую степень в области молекулярной биологии и клинической биохимии под руководством профессора Иланы Гозес.
С 2002 по 2004 год Пинхасов прошёл научную стажировку в рамках постдокторантуры в компании Johnson & Johnson Pharmaceutical Research and Development (Пенсильвания, США), где под руководством доктора Дугласа Бреннемана занимался разработкой препаратов для лечения нейродегенеративных заболеваний.
В 2005 году Пинхасов начал работать на кафедре молекулярной биологии Ариэльского университета. С 2008 по 2014 год был заведующим этой кафедрой.
В период с 2014 по 2020 год Пинхасов был вице-президентом и проректором по научной работе Ариэльского университета.
В 2020 году Сенат Ариэльского университета избрал профессора Пинхасова на должность ректора. На этом посту он сменил профессора Михаила Зиниграда, который руководил университетом в течение 12 лет.
Профессор Пинхасов был создателем центра по исследованию головного мозга и кафедры Pre-Med. Является членом совета по созданию медицинской школы в университете.

## Исследовательская деятельность
Научная лаборатория проф. Пинхасова изучает молекулярные механизмы психических расстройств и многоуровневую систему взаимосвязей между развитием психических отклонений и восприимчивостью к стрессу.
Исследовательская группа лаборатории проводит эксперименты на специально выведенных для этой цели мышах с ярко выраженными чертами доминантности и субмиссивности. Эти мыши демонстрируют соответствующие черты маниакального или депрессивного поведения с разными реакциями на психотропные агенты и внешние раздражители, показывая различную чувствительность к стрессу. Результаты исследований показали, что унаследованная восприимчивость к стрессу связана с постепенным развитием хронического воспаления, метаболическими изменениями широкого спектра, ухудшением нейропроводимости мозга, сопровождающейся поведенческими нарушениями в эмоциональной и когнитивной областях, а также сокращением продолжительности жизни.

## Награды
- 2002 — Fellowship of the Buchman Foundation
- 2002 — Switzerland Institute for Developmental Biology Award
- 2003 — Johnson and Johnson Vision Award
- 2004 — Journal of Brain Research Award
- 2011 — Israel Society for Biological Psychiatry
- 2012 — Excellence in Instruction Award, Ariel University
- 2020 — Rothschild Foundation/ Council for Higher Education certificate of Leadership in Academia

## Публикации
Профессор Альберт Пинхасов опубликовал более 80 рецензируемых научных статей, в том числе:
- Pinhasov A., Kirby M. Linking stress and inflammation – is there a missing piece in the puzzle? // Expert Review of Clinical Immunology. — 2022-04-03. — Т. 18, вып. 4. — С. 321–323. — ISSN 1744-666X. — doi:10.1080/1744666X.2022.2052045.
- Pinhasov A., Shmerkin E., Libergod L., Kirby M., Agranyoni O., Vinnikova L., Sur D. Development of a Selectively-Bred Mouse Model of Dominance and Submissiveness: Technical Considerations (англ.) // Psychiatric Vulnerability, Mood, and Anxiety Disorders: Tests and Models in Mice and Rats  / Jaanus Harro. — New York, NY: Springer US, 2023. — P. 353–377. — ISBN 978-1-0716-2748-8. — doi:10.1007/978-1-0716-2748-8_17.
- Murlanova K., Begmatova D., Weber-Stadlbauer U., Meyer U., Pletnikov M., Pinhasov A. Double trouble: Prenatal immune activation in stress sensitive offspring (англ.) // Brain, Behavior, and Immunity. — 2022-01-01. — Vol. 99. — P. 3–8. — ISSN 0889-1591. — doi:10.1016/j.bbi.2021.09.004.
- Murlanova K., Kirby M., Libergod L., Pletnikov M., Pinhasov A. Multidimensional nature of dominant behavior: Insights from behavioral neuroscience (англ.) // Neuroscience & Biobehavioral Reviews. — 2022-01-01. — Vol. 132. — P. 603–620. — ISSN 0149-7634. — doi:10.1016/j.neubiorev.2021.12.015.
- O. Agranyoni, S. Meninger-Mordechay, A. Uzan, O. Ziv, M. Salmon-Divon, D. Rodin, O. Raz, I. Koman, O. Koren, A. Pinhasov, S. Navon-Venezia. Gut microbiota determines the social behavior of mice and induces metabolic and inflammatory changes in their adipose tissue (англ.) // npj Biofilms and Microbiomes. — 2021-03-19. — Vol. 7, iss. 1. — P. 1–14. — ISSN 2055-5008. — doi:10.1038/s41522-021-00193-9.
- T. Kardash, D. Rodin, M. Kirby, N. Davis, I. Koman, J. Gorelick, I. Michaelevski, A. Pinhasov. Link between personality and response to THC exposure (англ.) // Behavioural Brain Research. — 2020-02-03. — Vol. 379. — P. 112361. — ISSN 0166-4328. — doi:10.1016/j.bbr.2019.112361.
- M. Bairachnaya, O. Agranyoni, M. Antoch, I. Michaelevski, A. Pinhasov. Innate sensitivity to stress facilitates inflammation, alters metabolism and shortens lifespan in a mouse model of social hierarchy (англ.) // Aging. — 2019. — Vol. 11, iss. 21. — P. 9901. — doi:10.18632/aging.102440.
- A. Kreinin, S. Lisson, E. Nesher, J. Schneider, J. Bergman, K. Farhat, J. Farah, F. Lejbkowicz, G. Yadid, L. Raskin, I. Koman, A. Pinhasov. Blood BDNF level is gender specific in severe depression (англ.) // PLoS One. — 2015. — Vol. 10, iss. 5. — doi:10.1371/journal.pone.0127643.
- M. Gross, A. Pinhasov. Chronic mild stress in submissive mice: Marked polydipsia and social avoidance without hedonic deficit in the sucrose preference test (англ.) // Behavioural brain research. — 2016. — Vol. 298. — P. 25-34. — doi:10.1016/j.bbr.2015.10.049.
- Y. Feder, E. Nesher, A. Ogran, A. Kreinin, E. Malatynska, G. Yadid, A. Pinhasov. Selective breeding for dominant and submissive behavior in Sabra mice (англ.) // Journal of affective disorders. — 2010. — Vol. 126, iss. 1-2. — P. 214—222. — doi:10.1016/j.jad.2010.03.018.